# Andrew R. T. Davies
Pour les articles homonymes, voir Andrew Davies.
Andrew Robert Tudor Davies, dit Andrew R. T. Davies,, né le 8 avril 1968 à St Hilary (en), est un syndicaliste, un agriculteur et un homme politique britannique œuvrant au pays de Galles.
Propriétaire d’une ferme exploitée en famille dans le Val-de-Glamorgan, il rejoint le Parti conservateur en 1997 et présente en vain sa candidature aux sièges de Cardiff West en 2001 et de Brecon and Radnorshire en 2005 pour les élections générales des Communes. Deux ans plus tard, en 2007, il devient membre de l’assemblée nationale du pays de Galles, élu dans la région électorale de South Wales Central et se fait reconduire dans son mandat parlementaire en 2011 et 2016.
Au Senedd, il occupe divers postes de l’« opposition officielle » sous la direction de Nick Bourne avant de lui succéder en 2011 en tant que chef de file des conservateurs. Chef de l’opposition sous les gouvernements de Carwyn Jones, il conduit le parti aux élections générales de 2016 marquées par un recul du vote conservateur. En 2018, il renonce à la direction du groupe et devient de nouveau ministre fantôme, cette fois-ci dans l’équipe de Paul Davies. Après la mise en retrait de ce dernier, il est désigné chef des conservateurs du pays de Galles en 2021 et dirige le parti pour les élections générales du Senedd de la même année. À l’issue du scrutin, à la tête d’un groupe de 16 membres, Andrew R. T. Davies reprend son statut de chef de l’opposition aux travaillistes conduits par Mark Drakeford.

## Biographie

### Éléments personnels et carrière professionnelle
Andrew Robert Tudor Davies naît le 8 avril 1968 dans la propriété familiale de St Hilary (en), un village de la communauté de Llanfair situé dans le Glamorgan, au pays de Galles. Ses parents, Peggy et Tudor Davies, mariés depuis 1952, tiennent une ferme à St Hilary. Andrew Davies commence son parcours scolaire à la Llanfair Primary School, le poursuit à la St John’s School de Porthcawl, et termine son cursus au Wycliffe College (en), dans le Gloucestershire, en Angleterre,,.
Marié, père de quatre enfants, il est copropriétaire d’une ferme familiale située près de Cowbridge, dans le Vale. Il est affilié à la NFU Cymru, branche galloise de la National Farmers’ Union (en) (NFU), un syndicat professionnel agricole. Aussi, Andrew Davies est membre du club des jeunes agriculteurs du Glamorgan (le Glamorgan Young Farmers Club), duquel il est fait vice-président en 2018, ainsi qu’un des gouverneurs de la Société royale d’agriculture du pays de Galles (RWAS ou CAFC),,,,.
En décembre 2019, Andrew Davies est fait commandeur de l’ordre de l’Empire britannique à l’occasion des honneurs du Nouvel An de 2020 (en) « pour services politiques et publics ».

### Carrière politique

#### De candidat aux Communes à ministre fantôme de Nick Bourne
Andrew Davies rejoint le Parti conservateur en 1997, et, sous l’étiquette de cette formation, il présente sa candidature au siège de Cardiff West aux élections générales de 2001. Cependant, il ne parvient pas à se faire élire membre du Parlement puisqu’il finit deuxième du scrutin. Au sein du parti, il assume la fonction de vice-président politique pour le sud-central du pays de Galles, puis celle de vice-président de l’association conservatrice (en) de Cardiff West entre 2004 et 2005. En 2005, il est de nouveau candidat pour les élections générales des Communes, cette fois-ci dans la circonscription de Brecon and Radnorshire, mais il termine une fois encore à la deuxième place du scrutin,,,.
Aux élections générales de l’assemblée nationale du pays de Galles de 2007, occupant la deuxième position au sein de la liste du Parti conservateur gallois dans la région électorale de South Wales Central, il est élu membre de l’Assemblée et intègre le Senedd dans un contexte politique où le Parti travailliste gallois, au pouvoir à Cardiff Bay depuis 1999, ne détient plus de majorité de fonctionnement à la chambre. Alors que des discussions autour de coalitions gouvernementales débutent à la suite du scrutin — notamment une « arc-en-ciel » réunissant les conservateurs, démocrates libéraux et nationalistes, Andrew Davies intègre l’équipe des porte-parole de Nick Bourne le 5 juin 2007 avec les portefeuilles des finances et des transports,,,.

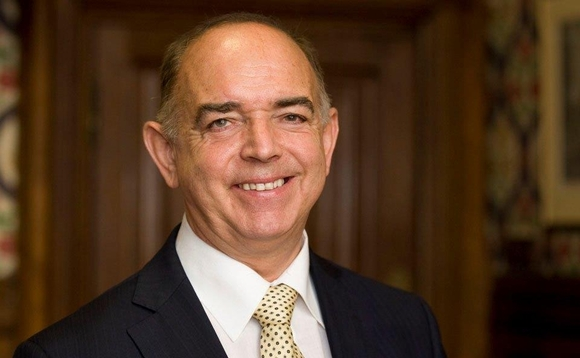
Nick Bourne, chef des conservateurs à l’Assemblée galloise entre 1999 et 2011.

Durant l’été 2007, la conclusion d’un accord entre le Labour et Plaid en vue de former un gouvernement de coalition fait des conservateurs l’opposition officielle à l’Assemblée et d’Andrew Davies un ministre fantôme du cabinet du nouveau chef de l’opposition Nick Bourne. Au cours de la législature, il remplace Alun Cairns en tant que ministre fantôme de l’Éducation le 16 juin 2008, puis, à la suite d’un remaniement opéré le 27 février 2009, Andrew Davies reprend le portefeuille de la santé jusque-là détenu par Jonathan Morgan depuis 2003. Des tensions au sein du groupe conservateur et la désignation de son prédécesseur Jonathan Morgan à la présidence de l’influent comité parlementaire de la Santé amènent à la démission d’Andrew Davies de toutes ses fonctions au sein du cabinet fantôme le 29 novembre 2010,,,,.

#### Premier mandat de chef du groupe conservateur

##### Candidature à la tête du parti parlementaire et élection en 2011
De nouveau candidat dans la région de South Wales Central aux élections générales de 2011, cette fois-ci en première position dans la liste conservatrice, il est reconduit dans son mandat de membre de l’Assemblée contrairement à son chef Nick Bourne, qui, compte tenu de la bonne performance des conservateurs dans les circonscriptions de Mid and West Wales (remportant 3 des 8 sièges), perd son siège régional de façon inopinée. Les conservateurs, qui constituent pour la première fois depuis 1999 la principale force d’opposition à l’assemblée nationale du pays de Galles, décident de placer Paul Davies à la tête du groupe parlementaire de façon provisoire,,.
Le 17 mai 2011, le chef intérimaire du groupe conservateur nomme Andrew Davies en tant que ministre fantôme des Affaires, de l’Entreprise et de la Technologie, et le 22 juin, il est désigné président du comité législatif de l’Entreprise et des Affaires par une résolution prise par les membres de l’Assemblée. Parallèlement, ayant reçu le soutien de trois autres représentants conservateurs, il s’engage dans l’élection pour la direction du groupe parlementaire après que sa candidature ait été validée par les instances du parti le 16 mai. Pendant la campagne électorale, qui prend la forme d’un duel, il fait face à Nick Ramsay, un autre membre de l’Assemblée élu quant à lui dans la circonscription de Monmouth depuis 2007. Vainqueur du scrutin en recueillant plus de 53 % des voix, il est proclamé chef des Conservateurs gallois le 14 juillet,,,.
Sa désignation à la direction du groupe marque un tournant dans l’histoire du Parti conservateur gallois. En effet, moins consensuel que son prédécesseur, Andrew Davies incarne une politique plus rigide à l’égard des autres formations, réduisant de ce fait les opportunités de former des coalitions avec d’autres groupes parlementaires dans l’optique de faire du mouvement un parti de gouvernement au pays de Galles. De même, les conservateurs étant au pouvoir à Westminster, le message du parti gallois est pollué par un discours du Gouvernement du Royaume-Uni centré sur les privatisations dans le secteur public et la réduction des dépenses mal accueilli par l’opinion publique galloise,.

##### Chef de l’opposition sous laIVeAssemblée galloise (2011-2016)
Attendu politiquement en tant que nouveau chef de l’opposition à l’assemblée nationale du pays de Galles, un poste resté vacant depuis les élections de mai, Andrew Davies consulte les treize autres membres du groupe conservateur en vue de former un cabinet fantôme dans la foulée de sa nomination à la tête des parlementaires. L’équipe, désignée le 19 juillet 2011 par le nouveau chef, comprend pour la première fois un poste de « vice-chef du groupe » dévolu au gallophone Paul Davies et un portefeuille dédié au nord du pays de Galles attribué à Mark Isherwood. Au sein du groupe, tous les membres de l’Assemblée conservateurs détiennent un rôle dans le cabinet, y compris Nick Ramsay, ministre fantôme des Affaires et adversaire d’Andrew Davies dans la course à la direction du parti. Seul David Melding, par ailleurs vice-président à la chambre, n’y participe pas,,.

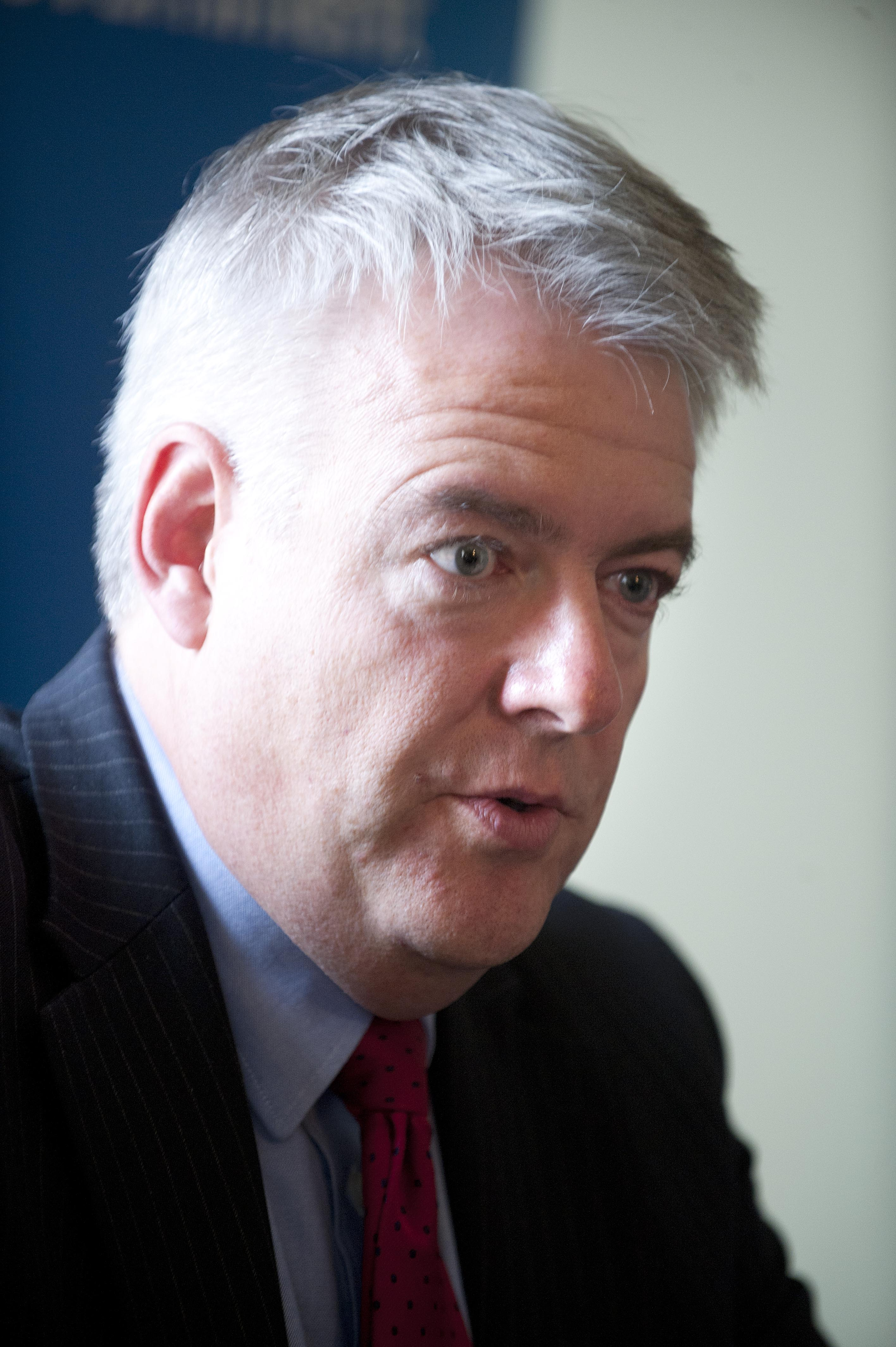
Carwyn Jones, premier ministre au moment où Andrew Davies dirige l’opposition.

Dès ses premières semaines en tant que chef de l’opposition, la question de l’organisation institutionnelle du Parti conservateur au pays de Galles est posée. Le « chef des Conservateurs gallois » n’est en réalité que le chef du groupe conservateur au Senedd, et ne dirige que de fait le parti au pays de Galles. Le seul chef du parti est David Cameron, qui, notamment à travers sa secrétaire d’État galloise Cheryl Gillan, détient une aura supérieure à celle du chef de la branche galloise du Parti conservateur en raison de la tradition unioniste du mouvement. À moyen et long termes, Andrew Davies envisage une introduction d’une véritable direction du Parti conservateur gallois, qui, à son sens, pourrait être confiée à un élu local, gallois, britannique ou même européen. Ainsi, il s’agit de refléter la notion de dévolution du pouvoir au sein des instances du parti, mais, sans atteindre le degré d’automonie obtenu par les Conservateurs écossais,.
À l’assemblée nationale du pays de Galles, son style offensif dans les échanges avec les membres du gouvernement contraste avec l’attitude plus cordiale de son prédécesseur Nick Bourne. Son autorité au sein du groupe est partiellement contestée, mais, se comparant à un entraîneur de football, il souligne l’unité et la solidité du parti parlementaire tout comme sa capacité à formuler des politiques alternatives à celles des travaillistes. De l’autre côté de l’échiquier politique, il appelle les électeurs « patriotes » de Plaid Cymru à voter en faveur des conservateurs en vue des élections des conseils principaux à la suite de la désignation de Leanne Wood en mars 2012 à la tête du parti nationaliste, puisque, à son sens, celle-ci défend « l’isolement [du pays de Galles du reste du Royaume-Uni], le socialisme et le républicanisme »,,.

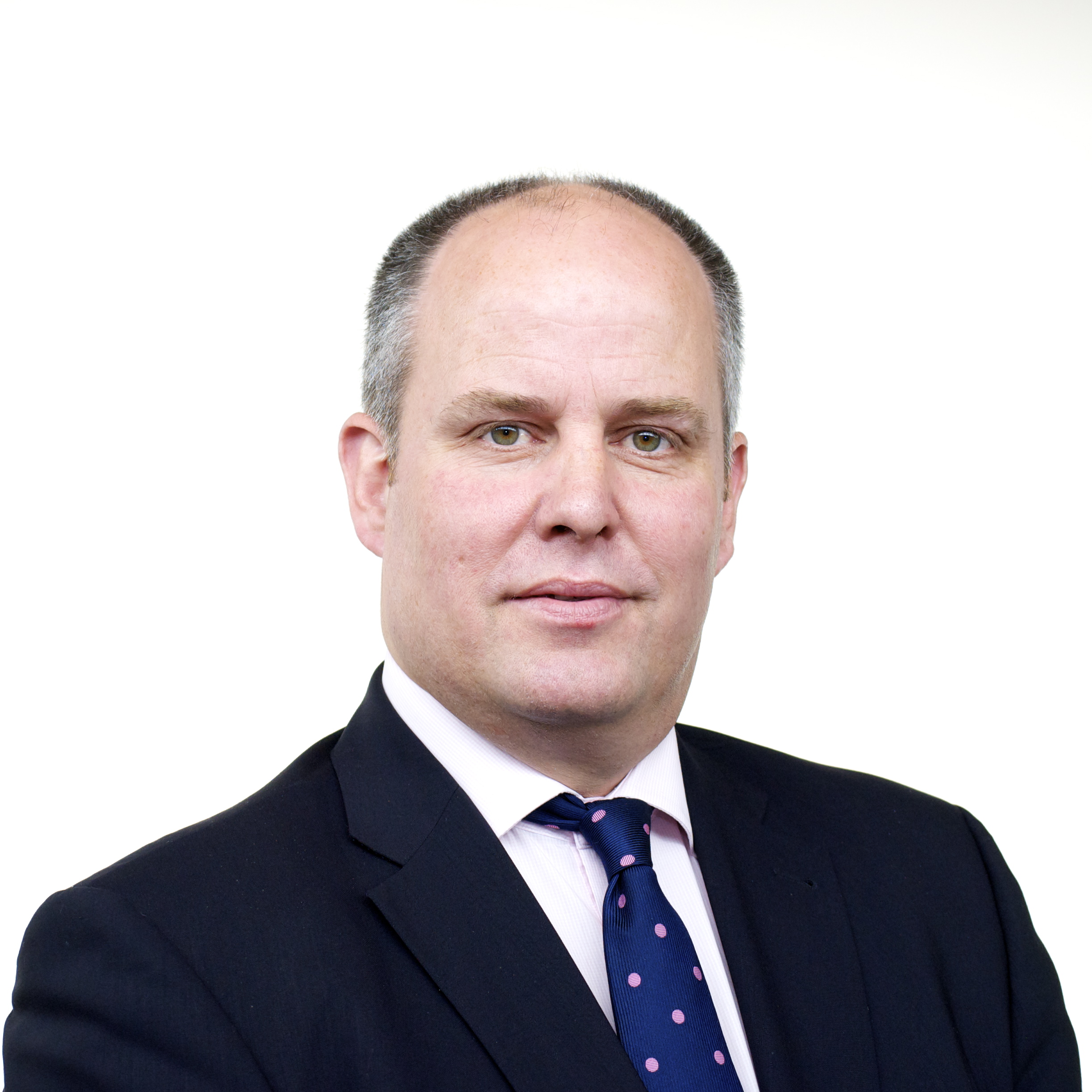
Portrait officiel d’Andrew Davies en 2011.

Le 10 août 2012, contre toute attente, Andrew Davies appelle à un changement de nom de l’Assemblée galloise vers celui de « Parlement gallois » afin d’offrir à l’institution davantage de respect, un an après que le peuple du pays de Galles ait validé sa capacité à légiférer dans le cadre du référendum de 2011. Pour le chef des conservateurs, l’évolution de la dénomination de la chambre permettrait ainsi de mieux dissocier la législature du gouvernement de l’Assemblée galloise — le pouvoir exécutif — dans l’esprit des Gallois, notions souvent confondues depuis le Government of Wales Act 1998. Alors que cette compétence n’est pas dévolue et donc conservée par le Parlement du Royaume-Uni, Andrew Davies souhaite que Westminster amende le Government of Wales Act 2006 à propos du nom de la législature galloise, mais, une telle modification « n’est pas une priorité » pour le bureau du Pays de Galles. En outre, sa vision n’est pas partagée par l’ensemble des membres du groupe conservateur de l’Assemblée si bien certains fustigent publiquement le choix du chef,.

## Détails des mandats et fonctions

### Mandats électifs
- Membre de l’Assemblée puis du Senedd, élu dans la région électorale de South Wales Central (en fonction depuis le 4 mai 2007).
- Conseiller au conseil du Val-de-Glamorgan, élu dans la section électorale de Rhoose (en) (du 15 février 2019 au 9 mai 2022).

### Fonction législative
- Président du comité de l’Entreprise et des Affaires de l’assemblée nationale du pays de Galles (du 13 juillet au 21 septembre 2011).

### Fonctions politiques

#### Direction du groupe conservateur à l’Assemblée et au Parlement gallois
- Chef (du 14 juillet 2011 au 27 juin 2018 et en fonction depuis le 24 janvier 2021).

#### Porte-parolats et ministères fantômes
- Ministre fantôme de la Santé, des Services sociaux et des Sports (du 17 juillet 2020 au 24 janvier 2021) dans le cabinet de Paul Davies.
- Porte-parole et ministre fantôme de l’Environnement, de la Durabilité et des Affaires rurales (du 18 septembre 2018 au 17 juillet 2020) dans l’équipe puis le cabinet de Paul Davies.
- Ministre fantôme des Affaires, de l’Entreprise et de la Technologie (du 17 mai au 14 juillet 2011) dans le cabinet intérimaire de Paul Davies.
- Ministre fantôme de la Santé (du 27 février 2009 au 29 novembre 2010) dans le cabinet de Nick Bourne.
- Ministre fantôme de l’Éducation (du 16 juin 2008 au 27 février 2009) dans le cabinet de Nick Bourne.
- Ministre fantôme des Finances et des Transports (du 11 juillet 2007 au 16 juin 2008) dans le cabinet de Nick Bourne.

## Résultats électoraux

### Chambre des communes
| Élection         | Circonscription        | Parti  | Parti        | Voix  | %     | Résultat |
| ---------------- | ---------------------- | ------ | ------------ | ----- | ----- | -------- |
| Générale de 2001 | Cardiff West           |        | Conservateur | 7 273 | 21,34 | Échec    |
| Générale de 2005 | Brecon and Radnorshire | 13 277 | Conservateur | 34,63 |       | Échec    |

### Assemblée nationale du pays de Galles et Parlement gallois
| Élection          | Région              | Liste | Liste        | Liste    | Liste  | Liste | Sièges de circonscription | Sièges régionaux | Résultat |
| Élection          | Région              | Parti | Parti        | Position | Voix   | %     | Sièges de circonscription | Sièges régionaux | Résultat |
| ----------------- | ------------------- | ----- | ------------ | -------- | ------ | ----- | ------------------------- | ---------------- | -------- |
| Générales de 2007 | South Wales Central |       | Conservateur | 2e       | 45 147 | 21,68 | 1 / 8                     | 2 / 4            | Élu      |
| Générales de 2011 | South Wales Central | 1er   | Conservateur | 47 751   | 22,92  | 0 / 8 |                           | 2 / 4            | Élu      |
| Générales de 2016 | South Wales Central | 1er   | Conservateur | 42 185   | 18,25  | 0 / 8 |                           | 2 / 4            | Élu      |
| Générales de 2021 | South Wales Central | 1er   | Conservateur | 56 662   | 22,14  | 0 / 8 |                           | 2 / 4            | Élu      |

### Conseil du Val-de-Glamorgan
| Élection          | Section     | Sièges à pourvoir | Parti | Parti        | Voix  | Place | Position |
| ----------------- | ----------- | ----------------- | ----- | ------------ | ----- | ----- | -------- |
| Partielle de 2019 | Rhoose (en) | 1                 |       | Conservateur | 1 140 | 1er   | Élu      |

## Titres et honneurs
- Avant 2007 : Mr Andrew Davies.
- 2007-2019 : Mr Andrew [R. T.] Davies AM.
- 2019-2020 : Cllr Mr Andrew [R. T.] Davies AM CBE.
- 2020-2022 : Cllr Mr Andrew [R. T.] Davies MS CBE.
- Depuis 2022 : Mr Andrew [R. T.] Davies MS CBE.